# Federico Fazio
Federico Julián Fazio (sinh ngày 17 tháng 3 năm 1987) là một cầu thủ bóng đá chuyên nghiệp người Argentina hiện đang thi đấu ở vị trí trung vệ và là đội trưởng của câu lạc bộ Ý Salernitana.
Anh bắt đầu sự nghiệp tại Ferro Carril Oeste, ký hợp đồng với Sevilla năm 2007. Anh đã có 201 lần ra sân chính thức cho Sevilla trong 9 năm và ghi được 15 bàn thắng, gia nhập Tottenham Hotspur vào tháng 8 năm 2014 và sau đó trở lại Sevilla dưới dạng cho mượn. Tháng 8 năm 2016, anh chuyển đến A.S. Roma ở Serie A.
Fazio đã có trận ra mắt đội tuyển Argentina vào năm 2011 và đại diện cho quốc gia này tại FIFA World Cup 2018.

## Sự nghiệp câu lạc bộ
Sinh ra ở Buenos Aires, Fazio bắt đầu sự nghiệp bóng đá ở Primera Nacional cho Ferro Carril Oeste vào năm 2005. Anh đã được đội bóng Sevilla FC ở Tây Ban Nha mua vào cuối tháng 1 năm 2007 và dành phần lớn thời gian còn lại của mùa giải với đội dự bị, giúp cho đội bóng anh lên hạng Segunda División.
Ở mùa giải 2007–08, anh có trận ra mắt đội một Sevilla vào ngày 25 tháng 8 năm 2007, trong trận mở màn mùa giải, chiến thắng 4–1 trên sân nhà tại La Liga trước Getafe CF. Ngày 7 tháng 5 năm 2008, Fazio ghi bàn thắng đầu tiên cho Sevilla trong chiến thắng 3–0 trước Racing de Santander. Anh ghi thêm một bàn nữa trong trận đó, và bàn thứ ba một tuần sau trong chiến thắng 2–0 trên sân nhà trước Real Betis; trong cả hai trận đấu, anh thi đấu ở vị trí tiền vệ phòng ngự.
Ở mùa giải 2008–09, đội bóng Sevilla đứng thứ ba nhưng Fazio thi đấu kém hơn một chút và dành thời gian ở cả hai vị trí. Anh hầu như bị chấn thương trong mùa giải tiếp, chỉ có 10 lần ra sân ở giải đấu (vào ngày 13 tháng 3 năm 2010, Fazio đánh đầu ghi bàn vào lưới đối thủ trong trận hòa 1–1 trên sân nhà trước Deportivo de La Coruña). Sevilla kết thúc mùa giải ở vị trí thứ tư, đồng thời giành chức vô địch Copa del Rey.
Vẫn bận tâm với một số vấn đề về thể lực trong mùa giải 2010–11, Fazio đã thi đầu nhiều nhất trong nhiều năm với 19 lần ra sân – 17 lần đá chính – khi Sevilla xếp thứ năm và đủ điều kiện tham dự Europa League.

### Tottenham Hotspur
Ngày 26 tháng 8 năm 2014, Fazio ký hợp đồng với Tottenham Hotspur có thời hạn 4 năm với mức phí 8 triệu bảng Anh. Anh có trận ra mắt cho Tottenham ở Premier League vào ngày 18 tháng 10, gặp Manchester City, nhưng nhận một thẻ đỏ trực tiếp vì phạm lỗi với Sergio Agüero trong vòng cấm, trong trận thua 1–4. Ngày 6 tháng 11, anh cũng chịu chung số phận, sau khi để thủng lưới do phạm lỗi với Jerónimo Barrales trong chiến thắng 2–1 trước Asteras Tripolis FC ở vòng bảng Europa League.

### Trở lại Sevilla
Ngày 31 tháng 1 năm 2016, chỉ sau một trận đấu duy nhất trong phần đầu của mùa giải (trận thua 1–2 trên sân nhà trước Arsenal ở Cúp EFL)  Fazio trở lại đội bóng Sevilla theo dạng cho mượn 5 tháng. Anh đã bị đuổi khỏi sân chỉ sau 24 phút trong trận ra mắt vì hai kèo thẻ vàng, trong trận hòa 1–1 trước RC Celta de Vigo.
Quyết định trao chiếc áo số 16 cho Fazio đã gây tranh cãi, vì quy định trước đây chỉ dành cho những cầu thủ Sevilla mặc số áo mà Antonio Puerta đã mặc khi qua đời trong khi thi đấu cho đội bóng vào năm 2007.

### A.S. Roma
Ngày 3 tháng 8 năm 2016, Fazio được AS Roma cho mượn, với việc đội bóng này có khả năng mua đứt vào cuối mùa giải 2016–17 có giá 3,2 triệu euro. 17 ngày sau, anh ra mắt tại Serie A, thi đấu 10 phút trong chiến thắng 4–0 trên sân nhà trước Udinese Calcio. Một thỏa thuận lâu dài đã được thống nhất vào ngày 15 tháng 7 năm 2017.
Fazio đã có kết quả xét nghiệm dương tính với COVID-19 vào tháng 11 năm 2020. Sau khi huấn luyện viên José Mourinho lên năm quyền dẫn dắt AS Roma, anh không nhận được bất kỳ thời gian thi đấu nào và cuối cùng phải tự tập luyện; kết quả là anh đã khởi kiện câu lạc bộ.

### Salernitana
Ngày 29 tháng 1 năm 2022, ngay sau khi từ chối lời đề nghị ban đầu, Fazio ký hợp đồng 2,5 năm với US Salernitana 1919.

## Sự nghiệp quốc tế
Fazio là một phần không thể thiếu của U20 Argentina tại FIFA U-20 World Cup vào năm 2007. Một năm sau, anh  giúp U-23 Argentina giành huy chương vàng tại Thế vận hội mùa hè ở Bắc Kinh, Trung Quốc.
Ngày 1 tháng 6 năm 2011, Fazio ra mắt cho đội tuyển quốc gia Argentina, ra sân trong trận giao hữu thất bại với tỷ số 1–4 trước Nigeria. Anh đã có bàn thắng đầu tiên cho Argentina trong trận đấu giao hữu chiến thắng chung cuộc với tỷ số 6–0 trước Singapore vào ngày 13 tháng 6 năm 2017.
Fazio được huấn luyện viên Jorge Sampaoli lựa chọn cho đội hình tham dự FIFA World Cup 2018. Anh ra mắt ở giải đấu này vào ngày 30 tháng 6, vào sân thay cho Marcos Rojo ở phút thứ 46 trong trận thua 3–4 ở vòng 16 đội trước Pháp.

## Thống kê sự nghiệp

### Câu lạc bộ
Tính đến ngày 4 tháng 1 năm 2023
| Câu lạc bộ          | Mùa giải            | Giải đấu            | Giải đấu | Giải đấu | Cúp Quốc gia | Cúp Quốc gia | Cúp Liên đoàn | Cúp Liên đoàn | Châu lục | Châu lục | Khác | Khác | Tổng cộng | Tổng cộng |
| Câu lạc bộ          | Mùa giải            | hạng                | Trận     | Bàn      | Trận         | Bàn          | Trận          | Bàn           | Trận     | Bàn      | Trận | Bàn  | Trận      | Bàn       |
| ------------------- | ------------------- | ------------------- | -------- | -------- | ------------ | ------------ | ------------- | ------------- | -------- | -------- | ---- | ---- | --------- | --------- |
| Ferro Carril Oeste  | 2006–07             | Primera Nacional    | 17       | 0        | 0            | 0            | —             | —             | —        | —        | —    | —    | 17        | 0         |
| Sevilla             | 2006–07             | La Liga             | 0        | 0        | 1            | 0            | –             | –             | 0        | 0        | 0    | 0    | 1         | 0         |
| Sevilla             | 2007–08             | La Liga             | 22       | 3        | 2            | 1            | –             | –             | 4        | 0        | 1    | 0    | 29        | 4         |
| Sevilla             | 2008–09             | La Liga             | 16       | 0        | 3            | 0            | –             | –             | 3        | 0        | –    | –    | 22        | 0         |
| Sevilla             | 2009–10             | La Liga             | 10       | 1        | 1            | 0            | –             | –             | 2        | 0        | –    | –    | 13        | 1         |
| Sevilla             | 2010–11             | La Liga             | 19       | 1        | 0            | 0            | –             | –             | 5        | 0        | 1    | 0    | 25        | 1         |
| Sevilla             | 2011–12             | La Liga             | 28       | 2        | 3            | 0            | –             | –             | 2        | 0        | –    | –    | 33        | 2         |
| Sevilla             | 2012–13             | La Liga             | 26       | 3        | 7            | 1            | –             | –             | –        | –        | –    | –    | 33        | 4         |
| Sevilla             | 2013–14             | La Liga             | 27       | 2        | 1            | 0            | –             | –             | 13       | 1        | –    | –    | 41        | 3         |
| Sevilla             | 2014–15             | La Liga             | 0        | 0        | 0            | 0            | –             | –             | 1        | 0        | –    | –    | 1         | 0         |
| Sevilla             | Tổng cộng           | Tổng cộng           | 148      | 12       | 18           | 2            | —             | —             | 30       | 1        | 2    | 0    | 198       | 15        |
| Tottenham Hotspur   | 2014–15             | Premier League      | 20       | 0        | 2            | 0            | 3             | 0             | 6        | 0        | –    | –    | 31        | 0         |
| Tottenham Hotspur   | 2015–16             | Premier League      | 0        | 0        | 0            | 0            | 1             | 0             | 0        | 0        | –    | –    | 1         | 0         |
| Tottenham Hotspur   | Tổng cộng           | Tổng cộng           | 20       | 0        | 2            | 0            | 4             | 0             | 6        | 0        | –    | –    | 32        | 0         |
| Sevilla (mượn)      | 2015–16             | La Liga             | 4        | 0        | 0            | 0            | —             | —             | 2        | 0        | —    | —    | 6         | 0         |
| Roma (mượn)         | 2016–17             | Serie A             | 37       | 2        | 2            | 0            | —             | —             | 9        | 2        | —    | —    | 48        | 4         |
| Roma                | 2017–18             | Serie A             | 34       | 2        | 0            | 0            | —             | —             | 11       | 0        | —    | —    | 45        | 2         |
| Roma                | 2018–19             | Serie A             | 34       | 5        | 2            | 0            | —             | —             | 6        | 0        | —    | —    | 42        | 5         |
| Roma                | 2019–20             | Serie A             | 16       | 1        | 0            | 0            | —             | —             | 7        | 1        | —    | —    | 23        | 2         |
| Roma                | 2020–21             | Serie A             | 6        | 1        | 0            | 0            | —             | —             | 5        | 0        | —    | —    | 11        | 1         |
| Roma                | Tổng cộng           | Tổng cộng           | 127      | 11       | 4            | 0            | –             | –             | 38       | 3        | –    | –    | 169       | 14        |
| Salernitana         | 2021–22             | Serie A             | 16       | 1        | —            | —            | —             | —             | —        | —        | —    | —    | 16        | 1         |
| Salernitana         | 2022–23             | Serie A             | 10       | 1        | 1            | 0            | —             | —             | —        | —        | —    | —    | 11        | 1         |
| Salernitana         | Tổng cộng           | Tổng cộng           | 26       | 2        | 1            | 0            | –             | –             | –        | –        | –    | –    | 27        | 2         |
| Tổng cộng sự nghiệp | Tổng cộng sự nghiệp | Tổng cộng sự nghiệp | 342      | 25       | 25           | 2            | 4             | 0             | 76       | 4        | 2    | 0    | 449       | 31        |

1. 1 2 3 4  Ra sân tại UEFA Champions League
2. 1 2  Ra sân tại Supercopa de España
3. ↑  Ra sân tại UEFA Cup
4. ↑  2 lần ra sân tại UEFA Champions League, 3 lần ra sân tại UEFA Europa League
5. 1 2 3 4 5 6  Ra sân tại UEFA Europa League
6. ↑  Ra sân tại UEFA Super Cup
7. ↑  Một lần ra sân tại UEFA Champions League, 8 lần ra sân tại UEFA Europa League

### Đội tuyển quốc gia
| Argentina |      |     |
| Năm       | Trận | Bàn |
| 2011      | 2    | 0   |
| 2012      | 0    | 0   |
| 2013      | 0    | 0   |
| 2014      | 1    | 0   |
| 2015      | 0    | 0   |
| 2016      | 0    | 0   |
| 2017      | 4    | 1   |
| 2018      | 3    | 0   |
| Tổng cộng | 10   | 1   |

| STT | Ngày tháng               | Địa điểm                                  | Đối thủ   | Bàn thắng | Kết quả | Giải đấu  |
| --- | ------------------------ | ----------------------------------------- | --------- | --------- | ------- | --------- |
| 1.  | Ngày 13 tháng 6 năm 2017 | Sân vận động Quốc gia, Kallang, Singapore | Singapore | 1 –0      | 6–0     | Giao hữuu |

## Danh hiệu
Seville B
- Segunda División B: 2006–07[37]

Sevilla
- Copa del Rey : 2009–10[38]
- Siêu Cúp Tây Ban Nha : 2007[39]
- UEFA Europa League : 2013–14[40]

Tottenham Hotspur
- Football League Cup á quân: 2014–15[41]

U20 Argentina
- FIFA U-20 World Cup: 2007[42]

U23 Argentina
- Thế vận hội Mùa hè: 2008[43]